# Arcidiocesi di Pessinonte
L'arcidiocesi di Pessinonte (in latino Archidioecesis Pessinuntina) è una sede soppressa del patriarcato di Costantinopoli e sede titolare della Chiesa cattolica.

## Storia
Pessinonte, corrispondente al villaggio di Balahisar, nei pressi della città di Sivrihisar, nel distretto omonimo in Turchia, è l'antica sede metropolitana della provincia romana della Galazia Seconda nella diocesi civile del Ponto e nel patriarcato di Costantinopoli.
Nella Notitia Episcopatuum dello pseudo-Epifanio, composta durante il regno dell'imperatore Eraclio I (circa 640), la sede di Pessinonte è elencata al 18º posto nell'ordine gerarchico delle metropolie del patriarcato di Costantinopoli e le sono attribuite 7 diocesi suffraganee: Amorio, Claneo, Eudossiade, Petinesso, Trocmade, Germocolonia e Palia. Nella Notitia attribuita all'imperatore Leone VI (inizio X secolo) Pessinonte è scesa al 19º posto fra le metropolie del patriarcato; le diocesi suffraganee sono ancora 7, ma la loro composizione è diversa rispetto a tre secoli prima: Germocolonia, Petinesso, Sinodio, Sant'Agapeto, Lotino, Orcisto e Spalea. La sede è menzionata nelle Notitiae fino al XIV secolo.
Dal XX secolo Pessinonte è annoverata tra le sedi arcivescovili titolari della Chiesa cattolica; la sede è vacante dal 15 gennaio 1971.

## Cronotassi

### Vescovi e metropoliti greci
- Demetrio † (prima del 403 circa - circa 405 esiliato)
- Pio † (menzionato nel 431)
- Teoctisto † (prima del 449 - dopo il 451)
- Acacio † (menzionato nel 536)
- Giorgio † (menzionato nel 600 circa)
- Giovanni † (menzionato nel 680)[7]
- Costantino † (menzionato nel 692)[8]
- Gregorio † (menzionato nel 787)
- Eustrazio † (menzionato nell'879)[9]
- Anonimo † (menzionato tra il 919 e il 925)[10]
- Eusebio † (prima del 944 - dopo il 945)[11]
- Nicolò I † (menzionato nel 1032)[12]
- Nicolò II † (menzionato nel 1054)[13]
- Genesio † (seconda metà dell'XI secolo)[14]
- Simeone † (menzionato nel 1072)[15]

### Arcivescovi titolari
- Vincenzo Di Giovanni † (22 marzo 1901 - 20 luglio 1903 deceduto)
- Emilio Parodi, C.M. † (27 marzo 1905 - 10 ottobre 1905 succeduto arcivescovo di Sassari)
  - Isaac Hagian † (6 maggio 1905 - 1908 deceduto)[16]
- Constant-Ludovic-Marie Guillois † (31 maggio 1907 - 22 ottobre 1910 deceduto)
- Anton Bauer † (20 gennaio 1911 - 26 aprile 1914 succeduto arcivescovo di Zagabria)
- Robert William Spence, O.P. † (2 maggio 1914 - 6 luglio 1915 succeduto arcivescovo di Adelaide)
- José Alves de Mattos † (9 dicembre 1915 - 9 aprile 1917 deceduto)
- William Barry † (7 aprile 1919 - 8 maggio 1926 succeduto arcivescovo di Hobart)
- Nicola Giannattasio † (24 giugno 1926 - 24 agosto 1959 deceduto)
- Gerald Patrick Aloysius O'Hara † (17 ottobre 1959 - 16 luglio 1963 deceduto)
- Paul Joseph Marie Gouyon † (6 settembre 1963 - 4 settembre 1964 succeduto arcivescovo di Rennes)
- Gabriel Ganni † (2 marzo 1966 - 15 gennaio 1971 succeduto arcieparca di Bassora)